# Jemen op de Olympische Zomerspelen 1992
Jemen nam deel aan de Olympische Zomerspelen 1992 in Barcelona, Spanje. Er werden geen medailles gewonnen.

## Deelnemers en resultaten
(m) = mannen, (v) = vrouwen 

### Atletiek
| Olympiër          | Discipline | Resultaat | Prestatie                       |
| ----------------- | ---------- | --------- | ------------------------------- |
| Anwar Mohamed     | 800m (m)   | 47e       | serie 8: 7de in 1.52,71.        |
| Awad Salah Nasser | 1500m (m)  | 38e       | serie 2: 11de in 3.51,89        |
| Khalid Al-Estashi | 10000m (m) | 48e       | serie 2: 26ste in 30.49,58 (NR) |

### Judo
| Olympiër           | Discipline | Resultaat | Prestatie                                              |
| ------------------ | ---------- | --------- | ------------------------------------------------------ |
| Salah Al-Humaidi   | –60kg (m)  | 23e       | 1ste ronde: vrij 2de ronde: V van FRA Pradayrol: ippon |
| Mansour Al-Soraihi | –65kg (m)  | 24e       | 1ste ronde: vrij 2de ronde: V van IND Byala: ippon     |
| Mohamed Al-Jalai   | 71kg (m)   | 34e       | 1ste ronde: V van ESA Vargas: ippon                    |
| Ahmed Al-Shiekh    | –78kg (m)  | 22e       | 1ste ronde: vrij 2de ronde: V van MGL Dorjbat: ippon   |
| Yahia Mufarrih     | –86kg (m)  | 21e       | 1ste ronde: vrij 2de ronde: V van BUL Filipov: ippon   |

Albanië · Algerije · Amerikaanse Maagdeneilanden · Amerikaans-Samoa · Andorra · Angola · Antigua en Barbuda · Argentinië · Aruba · Australië · Bahama's · Bahrein · Bangladesh · Barbados · België · Belize · Benin · Bermuda · Bhutan · Bolivia · Bosnië en Herzegovina · Botswana · Brazilië · Britse Maagdeneilanden · Bulgarije · Burkina Faso · Canada · Centraal-Afrikaanse Republiek · Chili · China · Chinees Taipei · Colombia · Congo-Brazzaville · Cookeilanden · Costa Rica · Cuba · Cyprus · Denemarken · Djibouti · Dominicaanse Republiek · Duitsland · Ecuador · Egypte · El Salvador · Equatoriaal-Guinea · Estland · Ethiopië · Fiji · Filipijnen · Finland · Frankrijk · Gabon · Gambia · Gezamenlijk team · Ghana · Grenada · Griekenland · Groot-Brittannië · Guam · Guatemala · Guinee · Guyana · Haïti · Honduras · Hongarije · Hongkong · Ierland · IJsland · India · Indonesië · Irak · Iran · Israël · Italië · Ivoorkust · Jamaica · Japan · Jemen · Jordanië · Kaaimaneilanden · Kameroen · Kenia · Koeweit · Kroatië · Laos · Lesotho · Letland · Libanon · Libië · Liechtenstein · Litouwen · Luxemburg · Madagaskar · Malawi · Malediven · Maleisië · Mali · Malta · Marokko · Mauritanië · Mauritius · Mexico · Monaco · Mongolië · Mozambique · Myanmar · Namibië · Nederland · Nederlandse Antillen · Nepal · Nicaragua · Nieuw-Zeeland · Niger · Nigeria · Noord-Korea · Noorwegen · Oeganda · Oman · Oostenrijk · Pakistan · Panama · Papoea-Nieuw-Guinea · Paraguay · Peru · Polen · Portugal · Puerto Rico · Qatar · Roemenië · Rwanda · Saint Vincent‑Grenadines · Salomonseilanden · Samoa · San Marino · Saoedi-Arabië · Senegal · Seychellen · Sierra Leone · Singapore · Slovenië · Soedan · Spanje · Sri Lanka · Suriname · Swaziland · Syrië · Tanzania · Thailand · Togo · Tonga · Trinidad en Tobago · Tsjaad · Tsjecho-Slowakije · Tunesië · Turkije · Uruguay · Vanuatu · Venezuela · Verenigde Arabische Emiraten · Verenigde Staten · Vietnam · Zaïre · Zambia · Zimbabwe · Zuid-Afrika · Zuid-Korea · Zweden · Zwitserland · Onafhankelijke olympische deelnemers